# Сульфід цинку
Сульфід цинку (або Цинкова обманка) — неорганічна сполука з хімічною формулою {\displaystyle {\ce {ZnS}}}. У природі існує у формі мінералу сфалериту, який має чорне забарвлення через домішки; чистий сфалерит є білим. Використовується як пігмент. У щільній синтетичній формі є прозорим, що робить його корисним для використання в оптиці.

## Структура

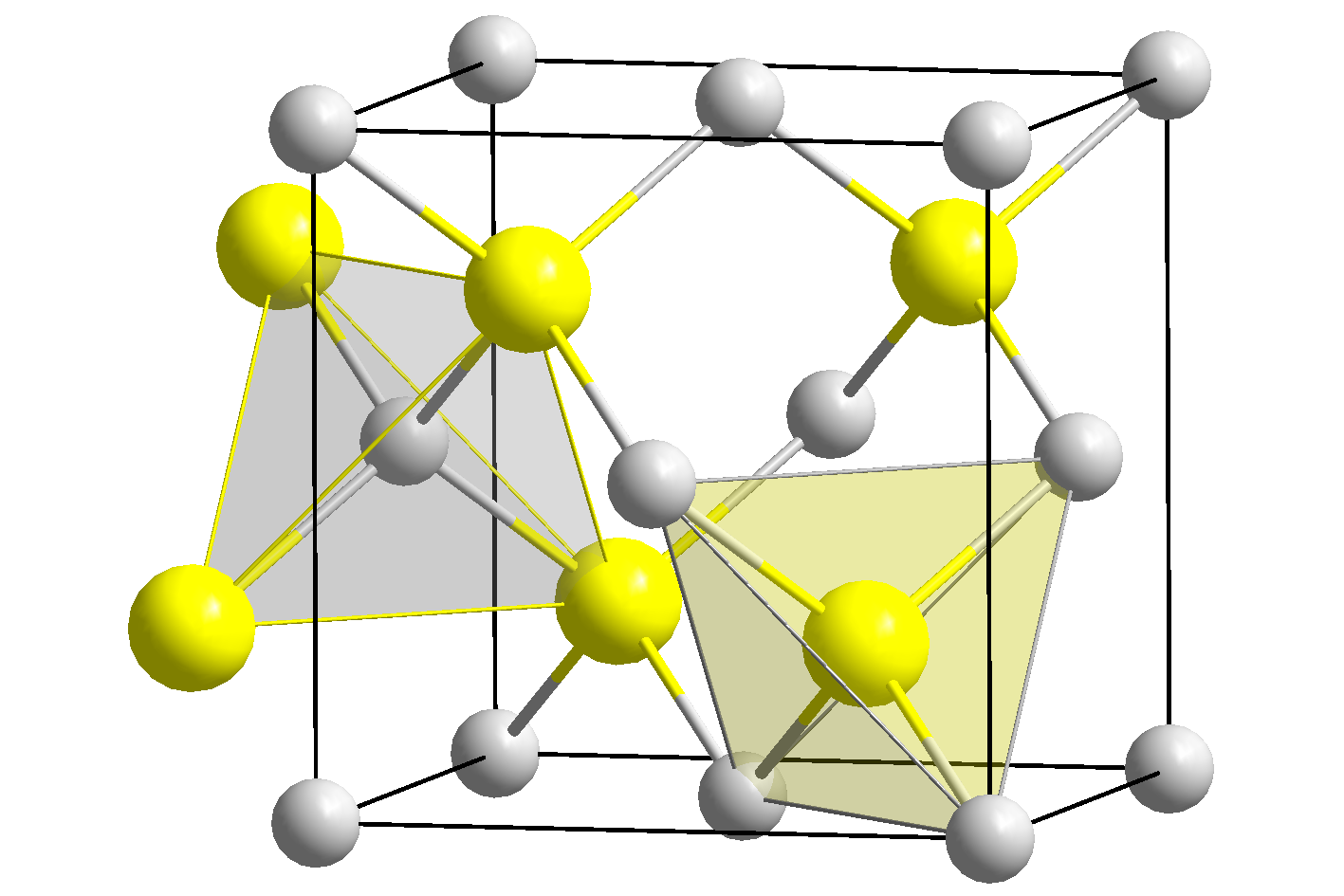
Сфалерит є більш розповсюдженим поліаморфом сульфіду цинка

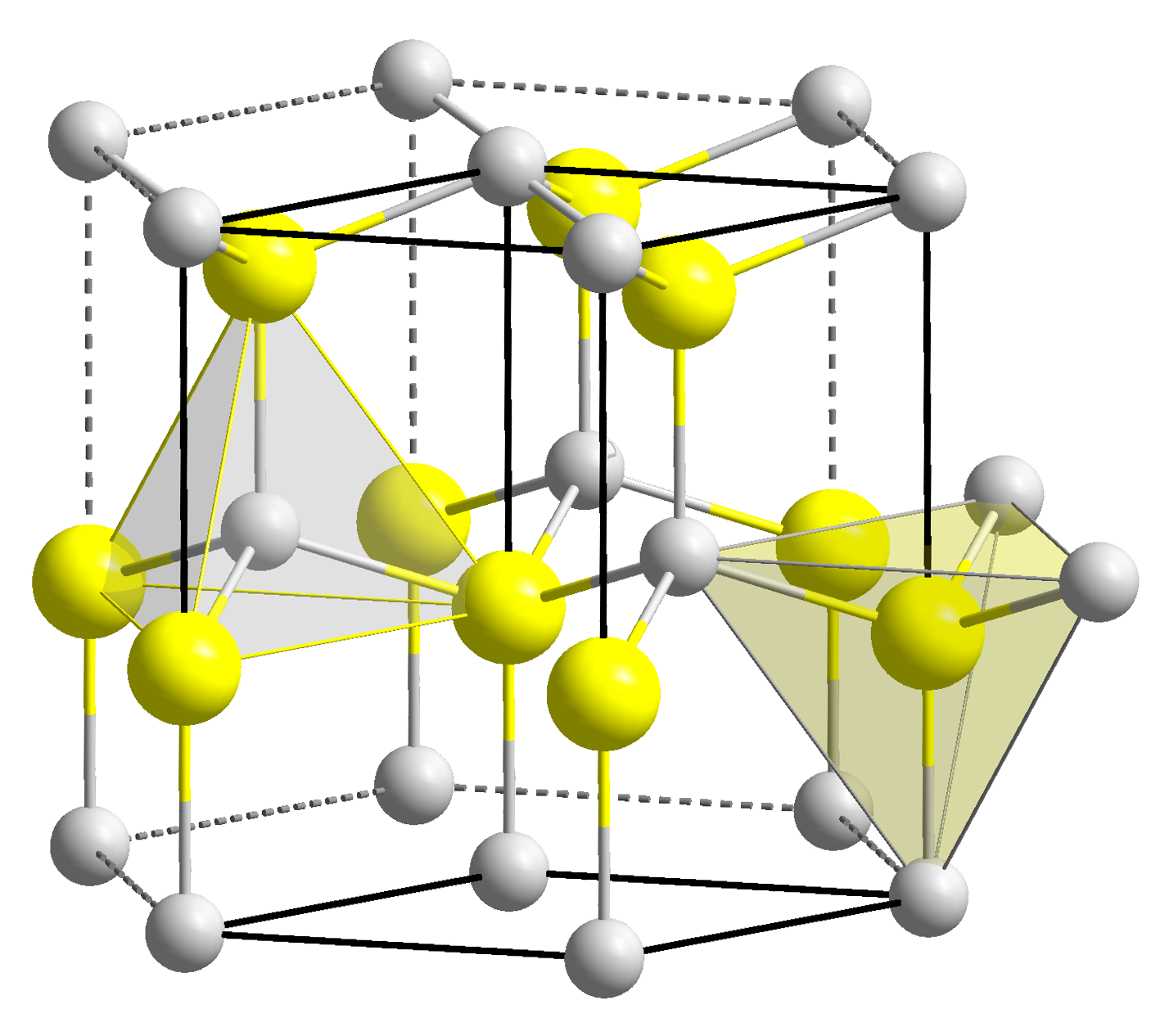
Кристали вюртциту за габітусом гексагонально пірамідальні і гексагонально призматичні з добре вираженою горизонтальною штриховкою.

{\displaystyle {\ce {ZnS}}} має дві кристалічні форми, що є прикладом поліморфізму. Кожна з форм — тетраедрична, що зумовлено координаційним числом 4 у цинку і, відповідно, тетраедричним розміщенням лігандів. Більш стабільною є кубічна структура сфалериту. Гексагональна форма, також відома як вюртцит, є гексагонально кристалізований сульфід цинку або β-ZnS. Перехід від сфалериту до вюртциту відбувається за температури 1020°С.

## Застосування

#### Пігмент
Сульфід цинку є поширеним пігментом. При з'єднанні з сульфатом барію сульфід цинку утворює літопон.

#### Каталізатор
Порошок сульфіду цинку є ефективним фотокаталізатором, який виробляє водень з води при освітленні. Певні вакансії сірки можуть бути введені в ZnS при його синтезі; це поступово перетворює біло-жовтуватий ZnS на коричневий порошок і підвищує фотокаталітичну активність завдяки посиленому поглинанню світла.

#### Оптичний матеріал
Сульфід цинку також використовується як інфрачервоний оптичний матеріал, що пропускає хвилі від видимого діапазону до 12 мікрометрів. З нього виробляють лінзи. Мікрокристалічні шари синтезують з сірководню та випарів цинку.

#### Напівпровідник
Вюртциту та сфалериту притаманні напівпровідникові властивості в забороненій зоні. Кубічна форма ZnS має ширину забороненої зони приблизно 3,54 еВ при 300 К, але гексагональна форма має ширину забороненої зони приблизно 3,91 еВ. ZnS можна легувати як напівпровідник n-типу або як напівпровідник p-типу.[джерело?]

#### Люмінесцентний матеріал
При додаванні певної кількості активатора, сульфід цинку може виявляти фосфоренційні властивості. Вперше цей феномен описав Нікола Тесла в 1893,в своїх дослідах він використовував кальцій та сульфід цинку. При додаванні срібла як активатора, отримуємо яскравий блакитний колір (450 нм). Манган дасть червоно-помаранчевий колір (590 нм), купрум — зелений.[джерело?]

## Історія
Про фосфоресценцію {\displaystyle {\ce {ZnS}}} вперше повідомив французький хімік Теодор Сідо в 1866 році. Його відкриття представив А. Е. Беккерель, який був відомий своїми дослідженнями люмінесценції. {\displaystyle {\ce {ZnS}}} використовувався Ернестом Резерфордом та іншими на початку розвитку ядерної фізики як сцинтиляційний детектор, оскільки він випромінює світло при збудженні рентгенівськими або електронними променями, це робить його корисним для рентгенівських екранів і електронно-променевих трубок. Ця властивість зробила сульфід цинку корисним для циферблатів радієвих годинників.[джерело?]

## Хімічні властивості

#### Добування

##### Промислове добування
{\displaystyle {\ce {ZnS}}} є поширеним продуктом багатьох реакцій, тому навмисно його добувають дуже рідко. Прикладом такої реакції може бути синтез аміаку з метану, який вимагає попередньої екстракції домішок сірководню з природнього газу.Для цього використовують оксид цинку:
{\displaystyle {\ce {ZnO + H2S = ZnS + H2O}}}

##### Лабораторне добування
Оскільки цинк з легкістю реагує з багатьма речовинами, сульфід цинку можна добути, запаливши суміш цинку та сульфуру:
{\displaystyle {\ce {Zn + S = ZnS}}}
Ця реакція може бути використана для примітивного гравіметричного аналізу цинку.
При нагріванні цинку з сірководнем утворюється {\displaystyle {\ce {ZnS}}}:
{\displaystyle {\ce {Zn + H2S = ZnS + H2}}}
Утворений на поверхні цинку нерозчинний сульфід запобігає подальшій взаємодії із сірководнем.

#### Добування цинку
Для добування цинку збагачений концентрат руди {\displaystyle {\ce {ZnS}}} випалюють:
{\displaystyle {\ce {2ZnS + O2 = 2ZnO + SO2}}}
Оксид цинку, що утворився, відновлюють вуглецем:
{\displaystyle {\ce {ZnO + C = Zn +CO}}}
Газ випаровується, залишаючи метал.

## Цікаві факти
- Цинк входить до складу деяких рослин (у подорожнику його ~0,02 %, у фіалці ~0,05 %). У людському організмі цинк накопичується у зубах (~0,02 %). Цинк виявлено у складі панцирів деяких тварин, наприклад черепах.[3]